# Vùng đô thị Baltimore-Washington

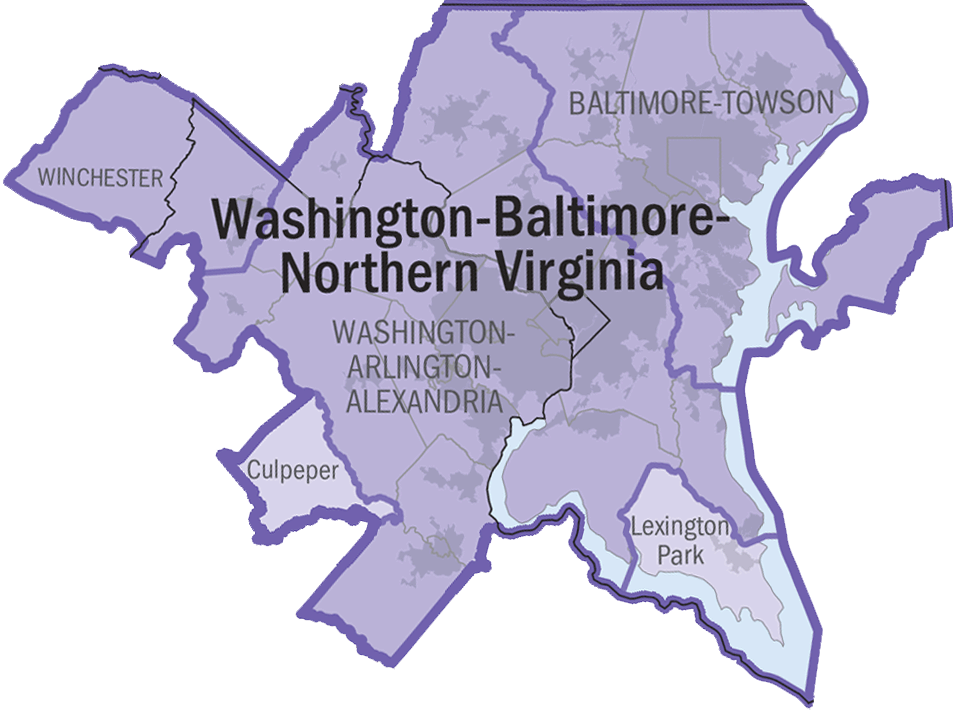
Khu vực thống kết kết hợp DC-MD-VA-WVT Washington-Baltimore-Northern Virginia theo xác định chính thức của OMB, dựa trên điều tra dân số năm 2000.

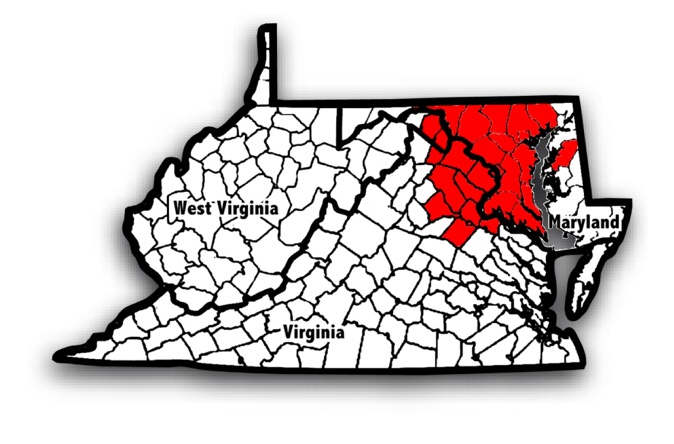
Bản đồ chung của các quận nằm trong vùng đô thị, căn cứ vào điều tra dân số năm 1990 của Hoa Kỳ.

Vùng đô thị Baltimore-Washington là một khu vực thống kê kết hợp bao gồm khu vực thị trường lao động chồng lấn của các thành phố Baltimore, Maryland và Washington, DC. Khu vực này bao gồm Trung Maryland, Bắc Virginia, và Jefferson County ở Panhandle Đông Tây Virginia. Đây là vùng đô thị với dân cư có thu nhập cao nhất có học thức nhất, và là khu vực kết hợp thống kê lớn thứ tư tại Hoa Kỳ.
Chính thức, khu vực được chỉ định của Văn phòng Quản lý và Ngân sách (OMB) như Virginia Washington-Baltimore-Bắc, DC-MD-VA-WV CSA. Nó bao gồm chủ yếu của hai khu vực đô thị lớn, Baltimore-Towson, MD MSA và Washington-Arlington-Alexandria, DC-VA-MD-WV MSA. Ngoài ra, ba khu vực đô thị nhỏ không tiếp giáp với khu vực đô thị chính, nhưng có quan hệ đi lại mạnh mẽ với khu vực chính cũng được bao gồm trong khu vực đô thị. Đây là những Winchester, VA-WV MSA, Lexington Park, MD khu vực Micropolitan và Culpeper, VA Micropolitan khu vực. Một số quận, thành phố trực thuộc không chính thức được chỉ định của OMB là thành viên của khu vực đô thị, nhưng vẫn tự coi mình là thành viên nào. Điều này chủ yếu là do gần đến khu vực, kích thước dân số đi lại của họ, và ảnh hưởng của trạm phát thanh truyền hình địa phương. Dân số của Baltimore-Washington toàn bộ Metroplex của điều tra dân số năm 2010 là 8.924.087 người. Các thành phố đông dân nhất là Baltimore, với dân số 637.455. Quận đông dân nhất là Fairfax County, Virginia, với dân số trên 1 triệu.